# آتروخش
آتِروَخش یکی از طبقات روحانی در آیین زرتشتی بود. در قدیم، پیشوایان دینی هفت طبقه بودند و هریک برحسب مقام و وظیفه، نام و لقب مخصوصی داشت. آتروخش واژه‌ای پهلوی و نام پیشوایی بوده که به خدمت آذر مقدس می‌پرداخته است. اسامی این طبقات در وندیداد و ویسپرد آمده است.